# La Voyante (Courbet)
Pour les articles homonymes, voir La Voyante.
La Voyante – ou La Somnambule – est un tableau réalisé par le peintre français Gustave Courbet signé et daté 1855 (ou 1865). 

## Description
Cette huile sur toile représente un portrait en buste d'une jeune femme, dont l'identité est débattue : le modèle est peut-être Juliette Courbet, la plus jeune sœur de l'artiste.
La tête de la femme y figure de face, légèrement inclinée vers le bas, mais le visage surgissant en clair-obscur d'un fond sombre. Son regard semble de prime abord relevé et fixé le spectateur, mais il apparaît finalement comme vide, observant vers une sorte d'au-delà. Ce regard dans le vide, voulu par le peintre questionne et raisonne avec le double titre de l'œuvre : figure-t-il une vision, ou une crise de somnambulisme ? 

## Commentaire
Le tableau a été exécuté sur une toile de récupération, selon une habitude courante chez Courbet.  
Les titres donnés au tableau indiquent bien qu'il n'est pas dans l'intention de l'artiste de se contenter ici d'un innocent portrait mais plutôt de livrer une jeune femme en communication avec l'au-delà, douée de quelque pouvoir magnétique, abîmée dans d'impénétrables pensées. 
Robert Fernier (1977) et Pierre Courthion (1986), y voient la date de « 65 » inscrite en rouge au pinceau. Le premier estimait que le tableau aurait pu avoir été inspiré par l'opéra La sonnambula de Vincenzo Bellini  (et non Gaetano Donizetti) donné au Théâtre italien de Paris en 1862, avec dans le rôle d'Amina, Adelina Patti. Une analyse à la loupe tendrait à montrer qu'il faut y lire « 55 ». Cependant, Courbet a pris l'habitude d'antidater certains de ses tableaux. Cette question de la datation est d'autant moins certaine, que dans une lettre à Alfred Bruyas, datée du 18 février 1867, Courbet explique à son mécène qu'il compte envoyer, non pas au Salon, mais à l'exposition universelle, à Paris, quatre tableaux dont... La Voyante qui fasse pendant à un autre, plus ancien, ce qui laisse place au doute, doute accentué par une confusion possible avec une esquisse de ce même tableau (aujourd'hui perdue). Dans sa correspondance, Courbet mentionne La Voyante ou La Somnambule à plusieurs reprises : en 1866 — à Amsterdam, le tableau reçoit une médaille d'or —, et encore deux fois en 1873, quand il écrit de Suisse, à son marchand parisien Alphonse Legrand.
Le tableau est vendu par Juliette Courbet lors de la grande vente de l'atelier de son père en 1881 au père d'Élisée Cusenier (1851-1928) ; ce  dernier, mécène bisontin, le lègue par testament au musée des Beaux-Arts et d'Archéologie de Besançon, en 1934.